# Miami Vice
Miami Vice è una serie televisiva statunitense, di genere poliziesco, creata da Anthony Yerkovich e prodotta dal 1984 al 1989 da Michael Mann per la NBC.
La trama di ogni episodio ruota attorno a due detective sotto copertura, Sonny Crockett e Rico Tubbs, interpretati da Don Johnson e Philip Michael Thomas, impegnati nella lotta contro il crimine nella città di Miami, Florida.

## Trama
La serie è interpretata da Don Johnson e Philip Michael Thomas nei panni rispettivamente di James "Sonny" Crockett e Ricardo "Rico" Tubbs, due detective sotto copertura che combattono il crimine nella città di Miami, in Florida.
La maggior parte degli episodi si è concentrata sulla lotta al traffico di droga (effettivamente, all'epoca la città di Miami era un nodo e punto di ingresso nel Nord America per questo crimine) e alla prostituzione. Altri episodi erano basati su reati come il traffico di armi da fuoco. Gli episodi spesso terminavano con una violenta sparatoria in cui molti criminali perdevano la vita prima che potessero essere catturati. Gli investigatori fanno spesso riferimento alla continua ascesa di nuovi spacciatori di droga che sostituiscono rapidamente quelli che vengono arrestati.
Nelle prime stagioni il tono era spesso leggero, specialmente quando apparivano personaggi comici come gli informatori della polizia Noogie e Izzy. Successivamente il contenuto divenne più oscuro e cinico.
Gli episodi sono stati genericamente basati su crimini effettivi verificatisi a Miami nel corso degli anni. Ciò includeva sia la criminalità organizzata locale che quella internazionale. La serie si è anche interessata di questioni politiche come il conflitto nell'Irlanda del Nord, la guerra ai cartelli della droga in Sud America e il sostegno degli Stati Uniti a generali e dittatori anti-comunisti nel Sud-est asiatico e in Sud America. Sono stati trattati anche problemi sociali come l'abuso sui minori, l'omofobia e la crisi dell'AIDS.
Anche i problemi personali dei protagonisti divennero parte integrante della trama: Crockett è divorziato dalla moglie Caroline, in seguito la sua seconda moglie Caitlin, una famosa cantante, viene uccisa da uno dei suoi nemici mentre portava in grembo il suo secondo figlio durante un concerto e addirittura, durante un'operazione di polizia, perderà la memoria, diventando un criminale, salvo poi riacquistarla e venire scagionato da ogni crimine commesso, mentre Tubbs rimane coinvolto in una vendetta in parte personale con la famiglia mafiosa Calderone, un cui membro aveva ordinato la morte di suo fratello Rafael, detective della polizia di New York ed ebbe anche una relazione con la figlia di Calderone, Angelina, che verrà poi rapita dal fratello di lei assieme al figlio avuto con il poliziotto e durante l'operazione di salvataggio da parte della squadra antidroga lei decide di farsi saltare in aria nella macchina riempita di esplosivo mentre il piccolo muore durante il conflitto a fuoco successivo. Vicende drammatiche riguardano anche il resto della squadra: il tenente Rodriguez viene assassinato e il nuovo capo, Martin Castillo, farà fatica a inserirsi nel gruppo; Zito perderà la vita durante un'indagine che coinvolge un suo amico pugile; Switek non riesce a liberarsi dal vizio del gioco, nonostante entri in una clinica per ludopatici; Gina, in seguito a una breve relazione con Sonny, si concentra sul lavoro, infiltrandosi in ruoli pericolosi e rischiando spesso la vita; infine Trudy, dopo aver rischiato il licenziamento per aver ucciso uno spacciatore, comincia a dare segni di squilibrio mentale per il troppo lavoro.

## Episodi
Miami Vice non riscosse un successo immediato. La NBC trasmise i primi episodi alle 22:00 del venerdì, passate in sordina a causa di altre trasmissioni a quei tempi più gettonate (come Dallas, trasmessa dalla concorrente CBS). Così Miami Vice fu considerata un flop, con ascolti deludenti, e uscì addirittura dalle classifiche dell'audience. Con le repliche estive, però, le cose si ribaltarono, e all'inizio della seconda stagione la serie era in vetta agli ascolti.
| Stagione         | Episodi | Prima TV originale | Prima TV Italia |
| ---------------- | ------- | ------------------ | --------------- |
| Prima stagione   | 23      | 1984-1985          | 1986            |
| Seconda stagione | 22      | 1985-1986          | 1987            |
| Terza stagione   | 24      | 1986-1987          | 1988            |
| Quarta stagione  | 22      | 1987-1988          | 1989            |
| Quinta stagione  | 21      | 1988-1989          | 1990            |

## Produzione
Il primo episodio di Miami Vice venne trasmesso dalla NBC nel 1984, ed era all'epoca la serie più costosa mai realizzata, con 1,3 milioni di dollari di budget a episodio. Miami Vice rese famosi Don Johnson e Philip Michael Thomas, fino ad allora sconosciuti, ma soprattutto la città di Miami, i vestiti dalle tinte pastello e la musica al sintetizzatore, imponendo una nuova moda maschile negli anni 80 del XX secolo. Fu la prima serie TV a sfruttare tecniche fino a quel momento soltanto cinematografiche, come la fotografia, le luci, il montaggio e soprattutto la musica originale (invece di più economiche cover), che allora non veniva ancora solitamente usata nelle produzioni televisive.
Michael Mann ufficialmente era il produttore esecutivo, ma contribuì attivamente alla realizzazione di Miami Vice. Le sue decisioni, infatti, hanno pesantemente influenzato le ambientazioni, la musica e lo stile; niente era lasciato al caso, perfino i vestiti degli attori s'intonavano alle stanze in cui si trovavano. Fu però il produttore e scrittore Anthony Yerkovich a concepire la serie, prendendo spunto da un articolo di giornale che trattava dei traffici illegali in Florida.
La città di Miami era però inizialmente contraria a concedere le riprese della serie TV, per via del brutto momento che stava attraversando soprattutto a causa del traffico di droga, che in quegli anni si stava espandendo a macchia d'olio: l'amministrazione temeva infatti che tali problematiche cittadine venissero amplificate dalla serie, e che ciò potesse avere un impatto negativo sul turismo.
Gli abiti indossati su Miami Vice hanno avuto un'influenza significativa sulla moda maschile, e hanno reso popolare, se non inventato, lo stile "T-shirt Armani" ovvero un abito elegante con la t-shirt al posto della camicia, che era l'abbigliamento tipico di Don Johnson assieme ai mocassini senza calza. Anche i produttori di orologi influenzarono la serie: il personaggio di Crockett inizialmente indossava un modello "President" del Rolex Day-Date nella prima stagione, fino a quando Ebel vinse il contratto per le restanti stagioni. Allo stesso modo, l'aspetto perennemente non rasato di Crockett ispirò il pubblico maschile di quegli anni a lasciarsi un filo di barba. In un episodio medio, Crockett e Tubbs indossavano da cinque a otto abiti nei toni del rosa, blu, verde, pesca e fucsia. Vari designer famosi come Vittorio Ricci, Gianni Versace e Hugo Boss vennero consultati per la serie.
Molti personaggi famosi hanno preso parte a questa serie TV in vari cameo o ruoli secondari, tra cui Gene Simmons, James Brown, G. Gordon Liddy, Glenn Frey, David Rasche e Ian McShane, ma soprattutto attori come Bruce Willis, Terry O'Quinn, Ben Stiller, Julia Roberts, Arielle Dombasle, Debra Feuer, Chris Cooper, Chris Rock, Melanie Griffith, Ed O'Neill, Liam Neeson, Tomas Milian, Dennis Farina, Stanley Tucci, Ron Perlman, Laurence Fishburne, Alfred Molina, Brian Dennehy, Brad Dourif, Helena Bonham Carter e Benicio del Toro. Anche Lee Iacocca (storico amministratore delegato di Chrysler) ha fatto un'apparizione, così come il pugile Roberto Durán e il pilota Danny Sullivan; inoltre altri camei eccellenti sono stati quelli dei musicisti Willie Nelson (esponente della musica country), Nigel John Taylor, Miles Davis, Ted Nugent, Frank Zappa, Phil Collins, Sheena Easton, Frankie Valli e lo stesso Jan Hammer, creatore della colonna sonora della serie.

### Le automobili

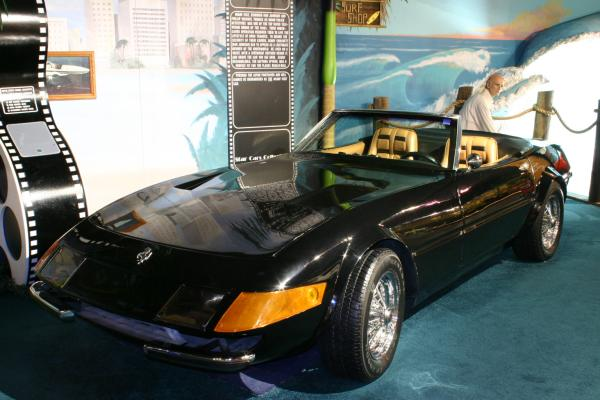
La Chevrolet Corvette "travestita" da Ferrari 365 GTS/4 Daytona Spyder utilizzata all'inizio della serie

Modaioli e griffati, i due poliziotti di Miami Vice prestano servizio viaggiando a bordo di una Ferrari Testarossa color bianco, scelta di quel colore per risaltare nelle scene notturne. Durante le prime due stagioni fu utilizzata una replica della Ferrari 365 GTS/4 Daytona Spyder, assemblata utilizzando come base una Chevrolet Corvette. Il solo esemplare autentico è quello che compare parcheggiato per pochi secondi nell'episodio pilota.
La leggenda racconta che per far cessare questa situazione imbarazzante, Enzo Ferrari avesse donato due autentiche Ferrari. Durante tutta la serie furono utilizzate numerose auto sportive e di lusso tra le più famose del decennio.

## Colonna sonora
La colonna sonora strumentale fu composta in una fattoria nei pressi di New York da un uomo solo, il compositore Jan Hammer, e ben presto diventò un modello per la musica del decennio. A metà stagione gli autori decisero addirittura di creare l'album di Miami Vice, che restò al primo posto nelle vendite per 12 settimane. Mentre altre serie TV riciclavano la musica o comunque non le assegnavano una quota importante del budget di produzione, Jan doveva sfornare materiale nuovo per ogni episodio, che in Miami Vice era fondamentale poiché usato come strumento di narrazione.
Un'altra novità introdotta con la serie è stato l'uso massiccio di brani pop e rock di artisti famosi, già nelle hit parade, o che ci sarebbero entrati proprio per essere stati pubblicizzati in Miami Vice: avere una canzone nella serie divenne una cosa ambita, le case discografiche cercavano di inserire le loro ultime canzoni e i loro candidati più promettenti negli episodi. Spesso i brani più ascoltati di MTV trovavano posto in Miami Vice. In the Air Tonight di Phil Collins contribuì a creare una delle scene più famose della serie proprio nel primo episodio della prima stagione.
Durante la quarta stagione, Jan Hammer ridusse il suo contributo musicale, lasciando spazio a John Petersen. Nella quinta stagione la colonna sonora di tutti gli episodi fu firmata da Tim Truman, che decise di abbandonare lo stile "elettronico" caratteristico del suo predecessore, dando alle musiche un'impostazione decisamente più rock, basata sulla chitarra elettrica suonata da Michael Thompson.

## Citazioni e riferimenti

### Citazioni di altre opere
- Nell'episodio Gioco duro (Hard Knocks) della quinta stagione, il Detective Stanley Switek (interpretato da Michael Talbott), mezzo ubriaco, vaga per le strade della città di Miami cercando di rifarsi al gioco ed estinguere così i debiti che ha con una banda di allibratori senza scrupoli. Il regista, mentre gira la scena, inquadra nello sfondo l'insegna di un cinema con la scritta Sweet hearts dance. È il titolo dell'omonimo film (in italiano Ancora insieme) che uscì nelle sale cinematografiche degli Stati Uniti nel settembre del 1988, stesso periodo in cui venne girato l'episodio. Il caso vuole che nel cast di questo film ci sia proprio Don Johnson che in quel momento era impegnato, tra un ciak e l'altro, a girare gli episodi di Miami Vice.

### Citazioni e parodie
- Nel videogioco Grand Theft Auto: Vice City è presente, sulla stazione radio Emotion 98.3, la traccia Crockett's Theme di Jan Hammer, brano che nella serie è spesso usato come sottofondo musicale nelle scene interpretate da Don Johnson; altri brani presenti nella serie sono stati inseriti nelle stazioni radio del gioco, come Self Control di Laura Branigan. Inoltre, Philip Michael Thomas ha partecipato attivamente come doppiatore di Lance Vance, personaggio di Vice City e del prequel, Vice City Stories. Sempre in Vice City, se si ha un livello di sospetto di tre stelle, oltre alla polizia passerà all'azione anche una squadra normalmente formata da due persone, una in completo bianco e l'altra in completo scuro (a volte il secondo detective è di colore) che giungeranno a bordo di una Cheetah della polizia, la parodia della reale Ferrari Testarossa usata da Crockett e Tubbs nella serie; ciò non è che uno dei maggiori elementi da cui la casa produttrice Rockstar Games ha preso spunto per creare l'atmosfera della fittizia Vice City (il nome stesso "Vice" deriva dal titolo della serie, come anche il carattere usato per la scritta "Vice City" nel logo e decine di altri elementi).
- Chuckles, uno degli agenti sotto copertura dei G.I. Joe, è ispirato al personaggio di "Sonny" Crockett.
- Nella serie televisiva Ned - Scuola di sopravvivenza è presente un personaggio, Crubbs, il cui nome è l'unione tra Crockett e Tubbs.
- Nel film The Wolf of Wall Street il protagonista Jordan Belfort interpretato da Leonardo DiCaprio, a bordo della sua Ferrari cita Don Johnson in Miami Vice.

## Il film
Il 28 luglio 2006 è uscito Miami Vice, trasposizione cinematografica ambientata negli anni 2000. Girato nel 2005, il film è stato prodotto dalla Universal. La regia e la sceneggiatura sono state curate da Michael Mann, che negli anni tra la chiusura della serie e la realizzazione di questa pellicola ha coltivato una carriera da cineasta di tutto rispetto, con film come Manhunter - Frammenti di un omicidio, L'ultimo dei Mohicani, Heat - La sfida, Insider - Dietro la verità e Collateral. Yerkovich ha collaborato alla realizzazione del film. Gli attori principali sono Colin Farrell e Jamie Foxx, rispettivamente nei ruoli di Crockett e Tubbs. Le riprese, realizzate per lo più con macchine da presa digitali, sono state effettuate a Miami, Colombia, Cuba, Paraguay, Haiti, Brasile e in Repubblica Dominicana. Nonostante il grande impatto visivo, il film ha ricevuto una tiepida accoglienza sia da parte del pubblico che della critica.